# 魔女之泉4
《魔女之泉4》是韩国独立游戏工作室Kiwi Walks制作的电子角色扮演游戏，现于2019年12月19日在全球发行，对应Android和iOS平台。本作为《魔女之泉3》的续作。

## 设定
游戏设定于魔女之泉世界第三块大陆，乌尔坡大陆。玩家扮演统治这片大陆的女王，魔女摩卡莫莉。

## 开发历史
2019年1月，Kiwi Walks官方在YouTube上公开《魔女之泉4》宣传影片。
2019年11月19日，Kiwi Walks官方宣布本作从即日起在Google Play、App Store开始接受预约，2019年12月19日正式上架销售。
2019年12月18日，Kiwi Walks官方在taptap论坛宣布，因《魔女之泉4》在中国大陆地区尚未取得版号的影响，导致无法如期于2019年12月19日在taptap(中国版)上架销售。
2019年12月19日，《魔女之泉4》正式在Google Play、App Store、Tap Tap(國際版)上架，Google Play版暂不支持繁体中文，售价170新台币。由于《魔女之泉4》IOS版游戏画面出现问题，被App store拒绝审核通过，2019年12月20日，才正式上架。